# The Voice of Destiny
The Voice of Destiny è un film muto del 1918 diretto da William Bertram.

## Trama
Rimasto cieco, Charles Lind affida tutti i suoi affari al fratello John mentre la piccola Marie, la sua nipotina, gli legge ogni giorno la posta di modo che poi lui possa rispondere alle lettere, dettando il testo con un dittafono. Un giorno, Charles litiga furiosamente con il fratello dopo che questi gli ha confessato di avere perso una grossa somma in una speculazione sbagliata. I due perdono talmente il controllo che John sta quasi per strangolare Charles. Poco dopo, Charles viene trovato morto con vicino, accovacciato accanto a lui, il fratello. Tutti pensano che John gli abbia sparato e l'uomo viene arrestato. Gli investigatori che si trovano in casa con Marie riconoscono però in Briggs, il maggiordomo, un criminale e cercano di prenderlo. Briggs fugge via ma viene colpito dagli inseguitori. Marie, sentendo la registrazione del dittafono, si rende conto che l'apparecchio era acceso al momento del delitto. Con quella prova, si reca in ospedale dove è stato ricoverato morente Briggs e lo induce a confessare l'omicidio, scagionando così l'innocente John.

## Produzione
Il film fu prodotto dalla Diando Film Corporation.

## Distribuzione
Distribuito dalla Pathé Exchange, il film uscì nelle sale cinematografiche USA il 23 giugno 1918. La Pathé Frères lo distribuì in Francia in una versione ridotta di 960 metri che uscì il 14 febbraio 1919 con il titolo La Voix de la destinée.